# .la
.la és el domini de primer nivell territorial (ccTLD) de Laos.
Encara que el domini està assignat oficialment al país de Laos, aquest domini intenta relacionar-se amb el mercat de Los Angeles, Califòrnia.
El domini .la també es fa servir per a fer jocs de paraules en francès, perquè là vol dir "allà" en francès i altres llengües romàniques. La Fundació Mozilla utilitza el domini "mzl.la" per escurçar URLs.
Encara que el NIC del .la està orientat a pàgines de Los Angeles, les institucions de govern de Laos també utilitzen aquest domini.

## Història
L'empresa LA Names Corporation, amb seu a Guernsey, té els drets de venda dels registres .la, i ha utilitzat els serveis de diferents empreses per donar el servei.